# Hartmannsdorf (Bad Köstritz)
Hartmannsdorf ist ein Ortsteil der Stadt Bad Köstritz im Norden des Landkreises Greiz in Thüringen.

## Geographie
Hartmannsdorf liegt nordwestlich von Gera und südlich des Kernortes von Bad Köstritz. Durch den Ort fließt der Bach Stübnitz, der in die Weiße Elster mündet.

## Geschichte
Im Volksmund wurde Hartmannsdorf als „Harzendorf“ bezeichnet.
Am 24. August 1944 wurde bei Hartmannsdorf eine US-amerikanische vom Typ B-17 „Flying Fortress“ durch eine deutsche Me 163 abgeschossen. Fünf der neun Besatzungsmitglieder überlebten mit Fallschirmabsprung, einer von ihnen wurde durch einen Polizisten bei einem „Fluchtversuch“ erschossen.
Der Bürgermeister der Gemeinde Hartmannsdorf unterzeichnete am 20. Januar 2022 einen Eingliederungsvertrag mit der Stadt Bad Köstritz. Der Beitritt folgte zum 1. Januar 2023.

### Einwohnerentwicklung
Entwicklung der Einwohnerzahl (31. Dezember):
| - 1994: 385 - 1995: 409 - 1996: 424 - 1997: 422 - 1998: 418 - 1999: 432 | - 2000: 432 - 2001: 446 - 2002: 442 - 2003: 441 - 2004: 429 - 2005: 421 | - 2006: 406 - 2007: 408 - 2008: 387 - 2009: 393 - 2010: 378 - 2011: 365 | - 2012: 359 - 2013: 352 - 2014: 340 - 2015: 349 - 2016: 345 - 2017: 354 | - 2018: 348 - 2019: 337 - 2020: 343 - 2021: 334 |

 Datenquelle: Thüringer Landesamt für Statistik

## Sehenswürdigkeiten
Die Kirche ist seit dem 14. Jahrhundert durch mehrere Umbauten und Erweiterungen aus einer Kapelle erwachsen.

## Wirtschaft und Infrastruktur
Der Ort ist an die Bundesautobahn 4 angeschlossen, die südlich entlangführt (Anschlussstelle 57 Rüdersdorf). Die Montag bis Freitag außer an Feiertagen verkehrende Buslinie 205 der RVG Regionalverkehr Gera/Land bindet den Ort an Gera an. Die nächsten Bahnhöfe/SPNV-Haltepunkte befinden sich in Bad Köstritz und Gera-Langenberg.

### Wasserver- und Abwasserentsorgung
Hartmannsdorf ist Mitglied im Zweckverband Wasser / Abwasser Mittleres Elstertal. Dieser übernimmt für den Ort die Trinkwasserversorgung und Abwasserentsorgung.